# Royal Bodewes
Die seit 2012 unter dem Namen Royal Bodewes agierende Bodewes Group B.V. ist ein niederländisches Schiffbauunternehmen  mit Sitz in Hoogezand (Gemeinde Midden-Groningen) am Winschoterdiep in der Provinz Groningen.
Neben dem Werftbetrieb Bodewes Shipyards B.V. gliedert sich die Gruppe in die Unternehmen Bodewes Products B.V., Bodewes International Shipbuilding B.V., Bodewes Purchasing & Logistics B.V. und Bodewes Management Services B.V.
Das 1812 gegründete Unternehmen konzentriert sich auf den Bau von Seeschiffen, insbesondere Handelsschiffe, wie Frachtschiffe, Containerschiffe, Tankern und RoRo-Schiffe in der Größe von 800 bis 20.000 Tonnen. Viele Schiffsrümpfe werden auf ausländischen Werften in Danzig (Polen), Drobeta-Turnu Severin (Rumänien), Kertsch (Ukraine) und Hangzhou in der Volksrepublik China gebaut und anschließend in der eigenen Werft zu kompletten Schiffen ausgebaut. Die Werft besitzt eine Querhelling.

## Gebaute Schiffe (Auswahl)

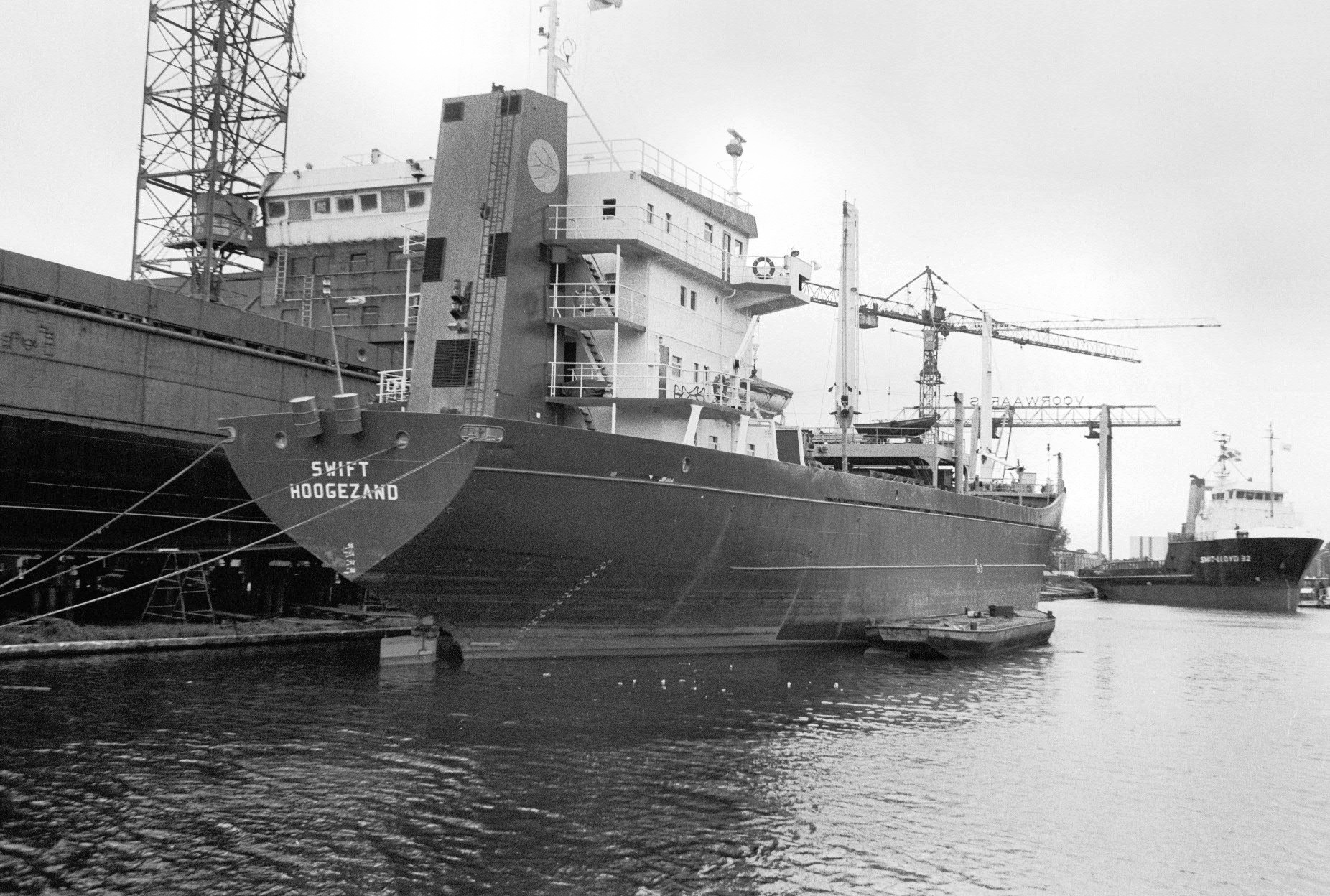
Die Swift, Baunummer 530, längsseits auf der Bodewes-Werft (1983)

| Name                     | Tragfähigkeit | Länge           | Breite  | Tiefgang      | Anzahl         |
| ------------------------ | ------------- | --------------- | ------- | ------------- | -------------- |
| Bodewes Trader 3400–4030 | 3400–4069 dwt | 82,50 m/89,70 m | 12,60 m | 5,30 m/5,67 m | 18 Schiffe     |
| Bodewes Trader 5400      | 5400 dwt      | 106,86 m        | 15,20 m | 5,25 m        | 10 Schiffe     |
| Bodewes Eco Trader 6800  | 6885 dwt      | 104,93 m        | 15,0 m  | 6,61 m        | min. 7 Schiffe |
| Bodewes Trader 7575      | 7575 dwt      | 116,08 m        | 15,80 m | 7,65 m        | 6 Schiffe      |
| Bodewes Trader 7000/8000 | 7800 dwt      | 118,55 m        | 15,20 m | 7,05 m        | >30 Schiffe    |
| Bodewes Eco Trader 8250  | 8250 dwt      | 119,05 m        | 15,80 m | 6,95 m        | 2 Schiffe      |